# Sutvid
Sutvid je pohoří v jižním Chorvatsku, nacházející se na území Splitsko-dalmatské župy. Rozkládá se kolem mořského pobřeží, nad vesnicemi Drašnice, Igrane, Živogošće a Drvenik, jihovýchodně od pohoří Biokovo. Jeho nejvyšším vrcholem je 1 155 m vysoká Velika Kapela. Název Sutvid je buďto zkrácené spojení Sveti Vid (svatý Vít), nebo pochází od slovanského boha Svantovíta.

## Vrcholy
- Velika Kapela – 1 155 m
- Mala Kapela – 1 097 m
- Supin – 1 033 m
- Prisika – 997 m
- Osoje – 961 m
- Velika Vidovica – 910 m
- Vučja glavica – 831 m
- Troje gomile – 822 m
- Liva glavica – 810 m
- Kljen – 808 m
- Debeli brig – 801 m
- Živac – 801 m
- Sokolić – 788 m
- Andrijaš – 775 m
- Velika Srnca – 766 m
- Suzina – 765 m
- Borićevac – 760 m
- Lisac – 728 m
- Crna ljut – 704 m
- Gučeva – 702 m
- Badanj – 699 m
- Hrastovac – 697 m
- Promajna – 696 m
- Pločina glavica – 680 m
- Kose – 678 m
- Kosmatac – 647 m
- Visoka glavica – 631 m
- Trnova glavica – 618 m
- Miljeva glavica – 594 m
- Velika Čučavica – 592 m
- Drini – 568 m
- Bile Paščine – 563 m
- Glavičica – 563 m
- Glavice – 558 m